# 圣若泽-迪米皮布
圣若泽-迪米皮布是巴西北大河州的一个市镇。总面积293.877平方公里，总人口39909人，人口密度135.8人/平方公里。